# Cimitero delle 366 fosse
(Renato Fucini riguardo al cimitero)
Il cimitero di Santa Maria del Popolo (ma comunemente noto come cimitero delle 366 fosse o cimitero dei tredici) è un antico cimitero di Napoli, per un certo periodo dismesso, ma da almeno il 2012 nuovamente visitabile.

## Storia

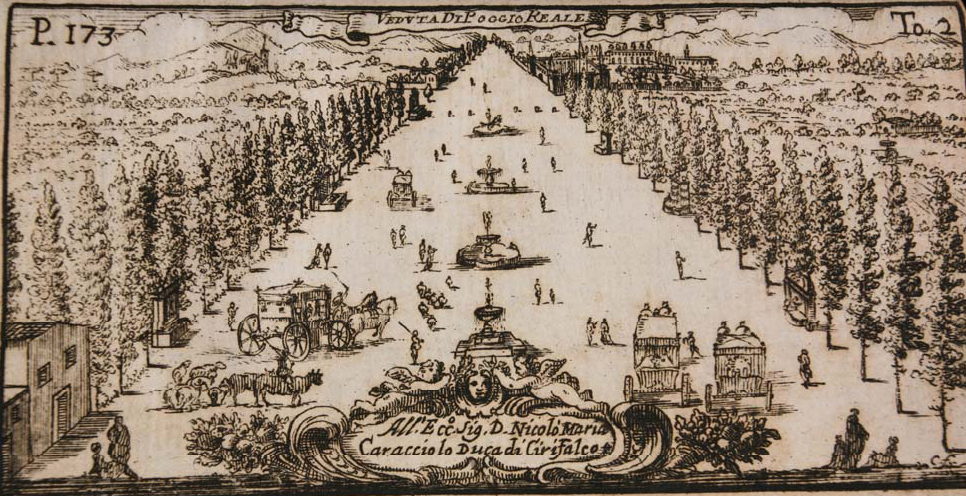
La strada di Poggioreale all'epoca di Ferdinando Fuga (incisione dal Parrino)

Il cimitero fu commissionato nel 1762 da re Ferdinando IV di Borbone (che sostenne la proposta fatta dall'ospedale di Santa Maria del Popolo degli Incurabili) all'architetto Ferdinando Fuga, che realizzò un'opera degna di rilievo per l'introduzione di criteri di razionalizzazione delle sepolture, del tutto coerente con lo spirito dell'"epoca dei lumi".
Sorge ai piedi della collina di Poggioreale, un tempo chiamata monte di Leutrecco [in riferimento al nome del condottiero francese, visconte di Lautrec, che nel 1528, durante l'assedio Napoli pose l'accampamento della sua truppa in una vasta cavità ivi esistente] o, popolarmente, Lo Trecco (che sarà ancora più deformato in "Trivice", la cui scorretta italianizzazione è "Tredici"). L'origine del termine "Leutrecco" proviene a sua volta dalla deformazione del nome di Odetto de Foix (visconte di Lautrec). Quest'ultimo, nell'ambito delle guerre franco-asburgiche, ed in particolare dopo il sacco di Roma perpetrato dai lanzichenecchi di Carlo V, installò in questa zona l'accampamento francese durante l'assedio a Napoli (1528).
Questo cimitero fu il primo esempio cittadino di area specificamente dedicata ai poveri, e si colloca nell'ambito dell'attenzione dedicata da Ferdinando IV alle classi meno abbienti. La sua realizzazione fa infatti da contraltare a quella del Real Albergo dei Poveri, progettato dallo stesso Fuga. Fu inoltre in assoluto il primo cimitero ad essere costruito al di fuori delle mura cittadine; in precedenza, era comune, per i ceti popolari l'uso di sotterrare i morti nelle cavità di ospedali, chiese e grotte, ed in particolare l'uso di una grande cavità, detta piscina, posta sotto l'ospedale degli Incurabili. Quest'ultima fu in particolare sfruttata durante l'epidemia di peste del 1656, insieme alla caverna sottostante la vicina chiesa di Santa Maria del Pianto.
Nel 1837 il cimitero fu affiancato dal cimitero dei Colerosi realizzato da Leonardo Laghezza.
L'area cimiteriale delle 366 Fosse è stata chiusa nel 1890, dopo aver accolto più di settecentomila corpi. Negli anni sessanta del XX secolo, ad attività d'uso delle cavità sotterranee cessata, sono stati aggiunti loculi al muro perimetrale.
Oggi l'area cimiteriale, ancora affidata alla famiglia di custodi che ebbe originariamente l'incarico di prendersene cura, necessita di interventi di restauro e sistemazione che vanno ben oltre la manutenzione corrente.
L'11 febbraio del 2025 i carabinieri della tutela patrimonio culturale hanno eseguito un decreto di sequestro preventivo, emesso dal gip di Napoli su richiesta della procura guidata da Nicola Gratteri. Il sequestro a carico di ignoti, «si è reso necessario – spiega la procura – per la riscontrata realizzazione di una serie di opere edilizie abusive succedetesi nel tempo e reiterate»

## Descrizione

Ferdinando Fuga, l'architetto che realizzò il cimitero

L'accesso al cimitero è garantito tramite una rampa raggiungibile da via Fontanelle al Trivio, una traversa di corso Malta.
Il cimitero è articolato in forma di quadrato perimetrato da una muratura, che sul lato di ingresso ospita un edificio rettangolare destinato ai servizi. Il portale d'ingresso è sormontato da un timpano, nel cui interno è raffigurato un simbolo mortuario. Ai lati dell'ingresso due grandi lapidi dettate da Alessio Simmaco Mazzocchi che narrano l'apertura del sepolcreto voluto dal re.
All'interno, il vasto cortile così delimitato è suddiviso in 366 ambienti ipogei disposti in 19 file per 19 righe, cui vanno aggiunte 6 fosse disposte nell'atrio dell'edificio rettangolare (fosse scomparse a causa dell'ampliamento del cimitero eseguito nel 1871).
La fossa centrale, non destinata a sepolture, raccoglie e convoglia le acque piovane.
Ciascuna fossa, cui si accedeva dall'alto mediante un tombino, aveva una profondità di 7 metri e una pianta di 4,20 per 4,20 metri ed era segnata sulla pietra di copertura con un numero progressivo da 1 a 366, corrispondente alla data del giorno stabilito per l'apertura annuale, scritto con numerazione araba. Il numero 366 corrispondeva alla data del 29 febbraio.

### Una fossa per ogni giorno
L'unicità di questo cimitero consiste nella particolarità del suo impianto, concepito in maniera tale da consentire l'inumazione ordinata dei morti secondo un criterio cronologico. Le 366 fosse, infatti, consentivano di gestire tutte le sepolture durante tutto l'anno, tenendo conto anche degli anni bisestili.
La procedura prevedeva che ogni giorno venisse aperta una fossa diversa, che a sera venisse poi richiusa e sigillata. La sequenza, che a regime prevedeva l'utilizzazione di tutte le fosse, era fissata secondo un criterio logico: si partiva il 1° di ogni anno dalla riga confinante col muro opposto all'ingresso, procedendo da sinistra a destra sino alla 19ª fossa e da destra a sinistra nella riga successiva e così alternando, fino ad esaurimento.
Con questo sistema si riduceva al minimo lo spostamento del macchinario per il sollevamento delle pesanti lapidi di basalto, utilizzato anche per calare il corpo nella fossa. Quest'ultima procedura veniva realizzata attraverso l'uso di una cassa con fondo a rilascio, che eliminava quindi la possibilità di sepolture sbrigative e impietose. Il macchinario per il sollevamento delle lapidi è ancora oggi visibile, seppur inutilizzabile.  Inizialmente, le salme venivano semplicemente gettate nelle fosse.  Nel 1875 una baronessa inglese, avendo perso la figlia durante un'epidemia di colera, volle contribuire a rendere più compassionevoli le operazioni di sepoltura nel cimitero. Ella donò un argano con cui calare nelle fosse una cassa dotata di un meccanismo di apertura sul fondo, permettendo in questo modo di adagiare le salme nelle fosse.